# Nesciothemis pujoli
Nesciothemis pujoli – gatunek ważki z rodziny ważkowatych (Libellulidae). Występuje w Afryce Zachodniej i Środkowej; stwierdzony w pasie rozciągającym się od Sierra Leone po Republikę Środkowoafrykańską, niepotwierdzone stwierdzenie także z Demokratycznej Republiki Konga.
Gatunek ten opisał w 1971 roku Elliot Pinhey w oparciu o dwa okazy samców (holotyp i paratyp) odłowione w sierpniu 1969 roku w okolicach Bangi w Republice Środkowoafrykańskiej przez R. Puyola, na którego cześć gatunek został nazwany.